# Lost Gardens of Heligan

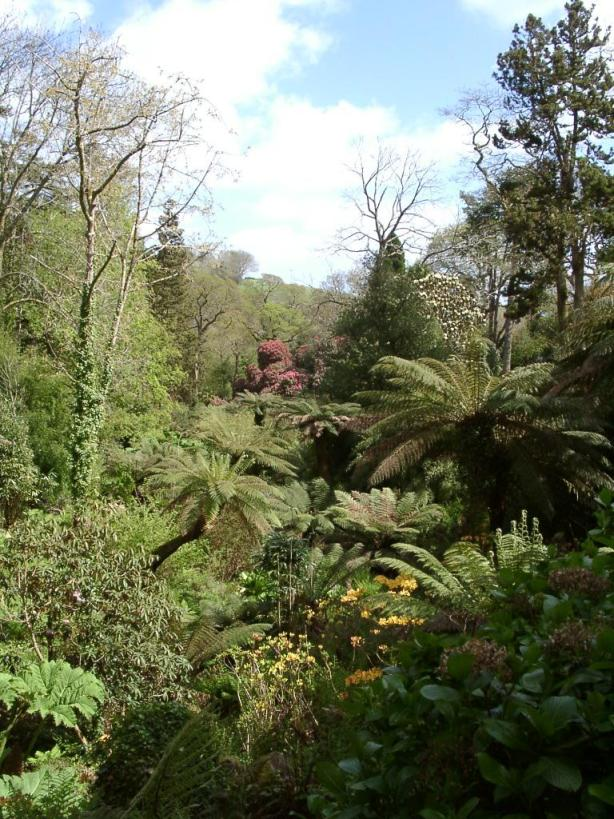
Djungeln

Lost Gardens of Heligan (ungefär: Heligans förlorade trädgårdar) är en restaurerad trädgård i Cornwall i sydvästra Storbritannien.  

## Historia
Huset byggdes av William Tremayne 1603 och var herresäte i ett över 400 ha stort område mellan Petewan och Gorran. Den var nästan helt självförsörjande. Det fanns bland annat ett antal bondgårdar, stenbrott, skogar, ett tegelbruk, en kvarn, ett sågverk, ett bryggeri och en stor köksträdgård. Henry Hawkins Tremayne, John Tremayne och John Claude Tremayne, som alla var framstående botanister,  byggde upp trädgården runt huset på 1800-talet. De samlade in en mycket stor mängd fantastiska växter från hela världen. Gården hade under denna tid en arbetsstyrka på 20 personer i huset och cirka 22 personer i trädgården. Vid utbrottet av första världskriget gick alla manliga arbetare med i hertigen av Cornwalls lätta infanteri och stred på västfronten. Gården övertogs av krigsministeriet och lämnades tillbaka till familjen 1919. Endast 6 av de 22 anställda som var med i kriget överlevde och återvände till Heligan. I de svåra tider som följde hyrde familjen Tremayne ut gården till familjen Williamson, som inte kunde behålla de anställda och trädgården började sakta förfalla.
Under andra världskriget bodde den amerikanska armén på gården och övade landstigning inför D-dagen på stranden vid Pentewan 1,5 km därifrån.

## Restaurering
I februari 1990 när Tim Smit och John Willis, som hade ärvt gården, vandrade genom de övervuxna ägorna började de planera restaureringen. Tim Smit och John Nelson fick hyra trädgården av Willis och påbörjade det enorma arbete som resulterat i dagens över 300 000 m² vackra trädgård med vandringsleder genom de olika delarna.

## Några avdelningar
- Flora's Green

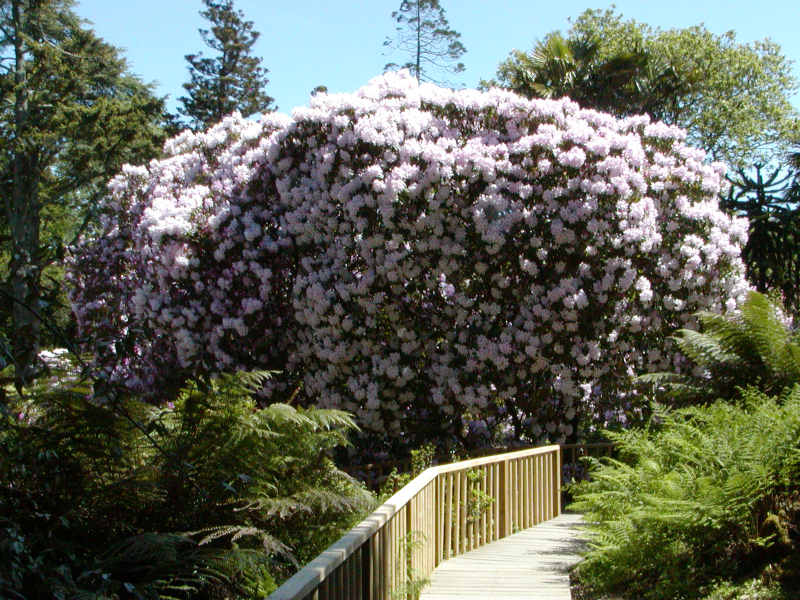
Rhododendron vid Flora's Green

En stor gräsmatta som användes av damerna till dans omgiven av rhododendron.
- Ravinen

En stenig ravin, nästan 100m lång.
- Köksträdgården

En stor fullt fungerande köksträdgård.
- Djungeln

En dalgång med varmt klimat som går från huvudbyggnaden ned mot fiskebyn Mevagissy. Den innehåller den största samlingen palmer och ormbunkar på de brittiska öarna
- Den glömda dalen

Här pågår restaureringsarbetet fortfarande. Man har fått fram sjöar och vattendrag.